# Brandon Roy
Brandon Dawayne Roy (* 23. Juli 1984 in Seattle, Washington) ist ein ehemaliger US-amerikanischer Basketballspieler, der von 2006 bis 2013 in der NBA aktiv war. Aufgrund wiederholender Knieverletzungen beendete Roy seine Karriere bereits früh im Alter von 29 Jahren.
Roy wurde im NBA-Draft 2006 von den Portland Trail Blazers ausgewählt und gewann am Ende seiner Debütsaison die Auszeichnung Rookie of the Year. In seiner Zeit bei den Blazers wurde er unter anderem dreimal NBA All-Star und zweimal in das All-NBA-Team gewählt. In seiner letzten Saison (2012/13) spielte er noch insgesamt fünf Spiele für die Minnesota Timberwolves.

## Karriere

### High School
Brandon Roy besuchte die Garfield High School in Seattle und war als einer der besten High-School-Basketballspieler des Staates bekannt. Er überlegte kurz sich direkt nach der High School beim NBA Draft 2002 anzumelden, doch er entschied sich letztlich dagegen.

### College
Roy ging für vier Jahre auf die University of Washington, auf der er unter Coach Lorenzo Romar Basketball spielte. Nach seinem ersten Jahr überlegte er erneut, sich für den Draft anzumelden, entschied sich jedoch dagegen. In seinem zweiten Jahr erzielte er 20,2 Punkte pro Spiel, wurde zum Pac-10 Player of the Year ernannt und wurde in das All-American Team gewählt.
Seit dem 22. Januar 2009 wird Roys Trikotnummer 3 von der University of Washington zu Ehren des Spielers nicht mehr vergeben.

### Portland Trail Blazers (2006–2011)
Im NBA-Draft 2006 wurde Roy an sechster Stelle von den Minnesota Timberwolves ausgewählt, seine Draftrechte wurden jedoch sofort an die Portland Trail Blazers im Austausch für die Rechte an Randy Foye abgetreten.
In seiner Rookie-Saison 2006–2007 erzielte Brandon Roy im Schnitt 16,8 Punkte, 4,4 Rebounds und 4 Assists pro Partie. Am Ende der Saison wurde Roy mit dem NBA Rookie of the Year Award ausgezeichnet. Er erhielt 127 von 128 möglichen First-Place-Stimmen. Außerdem wurde Brandon einstimmig in das 2006/07 NBA All-Rookie First Team gewählt.
In der folgenden Saison startete Roy in den ersten 48 Spielen der Saison und verzeichnete 19,1 Punkte, 5,8 Assists und 4,6 Rebounds pro Spiel. Er wurde in das NBA All-Star Game 2008 gewählt, in dem er 18 Punkte und 9 Rebounds für sich verbuchen konnte.
Vor der NBA-Saison 2008/2009 unterzog sich Roy einer Operation am linken Knie. Nach einigen Wochen Rehabilitation war er allerdings zum Saisonstart wieder einsatzfähig. Am 18. Dezember 2008 konnte er seine Karrierebestleistung von 52 Punkten in einem Spiel gegen die Phoenix Suns aufstellen. Am 24. Januar 2011 konnte er eine persönliche Bestleistung aufstellen und einen Teamrekord einstellen, als er 10 Steals in einem Spiel gegen die Washington Wizards für sich verzeichnen konnte. Wie in der Saison zuvor, wurde Roy in das NBA All-Star Game berufen. Am Ende der Saison wurde er in das All-NBA Second Team gewählt.
Am 5. August 2009 unterzeichnete Roy einen 4-Jahres-Vertrag (mit einer Spieleroption für ein fünftes Jahr) bei den Blazers. In der Saison 2009/10 wurde Roy zum dritten Mal in Folge in das NBA All-Star Game gewählt, doch musste er verletzungsbedingt aussetzen. Am 11. April 2010 verletzte er sein rechtes Knie so schwer, dass er operiert werden musste. Er kehrte erst im vierten Spiel der ersten Runde der Playoffs wieder. Trotz Verletzung wurde Roy in das All-NBA Third Team gewählt.
Im Dezember 2011 erklärte Roy, dass er seine aktive Karriere aufgrund von anhaltenden Knieproblemen beendet.

### Comeback – Minnesota Timberwolves (2012–2013)
Nach der NBA-Saison 2011/12 gab Roy bekannt, dass er sich mit den Minnesota Timberwolves auf einen mit 10,4 Millionen Dollar dotierten 2-Jahres-Vertrag geeinigt hatte. Er sollte, wie schon an der High School, wieder die Rückennummer 3 tragen. Jedoch konnte Roy aufgrund von Verletzungen nur 5 Spiele in der Saison für die Timberwolves absolvieren und erzielte dabei im Schnitt 5,8 Punkte und 4,6 Assists pro Spiel. Nach Ablauf der Saison entließen die Timberwolves Roy aus seinem noch laufenden Vertrag. Danach kehrte er in die NBA nicht mehr zurück.
Während seiner sechsjährigen NBA-Karriere erzielte Roy 18,8 Punkte, 4,3 Rebounds und 4,7 Assists im Schnitt. 2008, 2009 und 2010 wurde er jeweils in das NBA All-Star Game berufen.